# Walther vom Graben
Walther vom Graben (sowie De Valle, Thal, Grabner) (* 13. Jahrhundert, Schloss Alt-Grabenhofen; † vor 1331 ebenda), war ein Steiermärkischer Edelmann. Er entstammte dem edelfreien Geschlecht der Herren von Graben aus deren Konradinischen Linie am Graben in Graz. Er war Herr von Alt-Grabenhofen, Am Graben in Graz und Thal bei Graz.

## Biografisches

### Familie
Die Graben der Linie Am Graben waren Lehensleute 
der Herren von Walsee und der Stubenberger und mit dem Stift Rein verbunden. Walthers Eltern sind bis dato namentlich ungenannte Edelleute gewesen. Seine älteren Brüder waren Konrad I. vom (ab dem) Graben und Rennewart vom Graben, sein jüngerer Bruder könnte Ulrich I. von Graben, Vater der drei Stammherren der Kornberger Linie des Geschlechts, gewesen sein.
Verheiratet war er mit einer Gertraud, mit welcher er vier Nachkommen hatte:

- Reinprecht III. der Ältere vom Graben,[4] Herr von Alt-Grabenhofen, Pfleger (Burggraf) von Spital am Pyhrn
- Chuntz [Conrad] vom Graben (genannt 1410), Ritter
- Georg vom Graben († 1439), Ritter
- Anna vom Graben (genannt 1331), die eine Dominikanische Klosterdame

Konrad II. vom (ab dem) Graben war einer seiner Neffen. Jener könnte als Stammherr des Grafen- und Fürstengeschlechts der Orsini-Rosenberg aufgetreten sein. Auch hatte er womöglich in Otto Grabner (erstmals genannt 1314) einen weiteren Sohn, welcher als Stammherr der Zweiten Niederösterreichischen Linie der Grabner zu Rosenburg gilt. Konrads Schwager war Ritter Dytmar von Zebing.

### Wirken

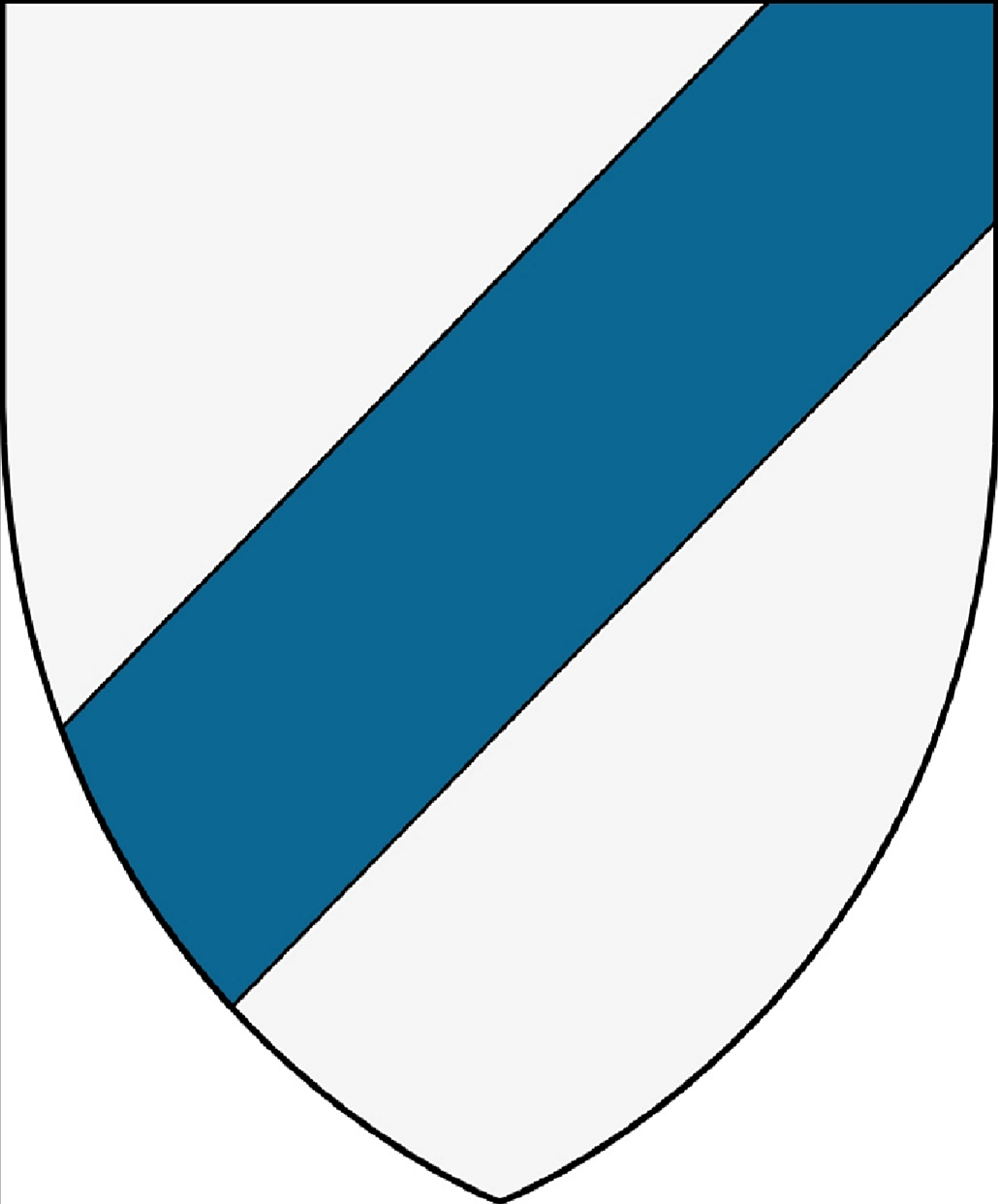
Wappen der Krainer Stammlinie sowie der Konradinischen Linie am Graben (Graz)

Walther ist in verschiedenen Urkunden zu finden. Seine erste Erwähnung datiert gemeinsam mit seinem Bruder Konrad vom 19. Januar 1259 (als de Valle). Die Gebrüder waren Bürger der Stadt Graz, aber rittermäßigen Standes (milites). Walter und Konrad vom Graben nannten sich 1259 de Valle d. h. von Thal, und besaßen ein Gut oder sonstigen Besitz unweit von Graz, wovon der Name der heutigen Gemeinde Thal rührt. Das Kastenbuch des Stiftes Rein von 1450 vermeldet dazu „Subscripti habent fraternitatem: de Valle videlicet von dem Graben“. Die Gebrüder hatten wohl ihren Besitz geteilt; Konrad behielt den Am Graben in Graz mit dem Rosenberg und Alt-Grabenhofen, und Walter den zu Thal. Dort erbaute Walther zur Mitte des 13. Jahrhunderts die Burg Unterthal. 
Die Familie von Walther hatte mehrere Schreibweisen, so nennt er sich zum Beispiel in lateinischen Urkunden ausschließlich de Valle, und in deutschsprachigen ausschließlich Grabner, aber nie Thal oder Graben. Diese Namen gelten als Synonyme und wurden seitens der Familie in abwechselnder Form getragen, verwendet und zugeschrieben. 1278 tritt er in der Stiftungsurkunde an den Grazer Franziskanerorden als erster Zeuge auf, und siegelte mit dominus  Waltherus miles de Grabenae. In einer Urkunde des Jahres 1283 wird Walther als dominus Waltherus de Graben eindeutig als Bruder des Konrad I. vom Graben bezeugt. Ebenfalls urkundlich vermerkt erscheint er in Belegen des Stiftes Rein. Hier trat Walther als Stifter von Messen, darunter seiner eigenen Gedächtnismesse, auf. 1318 wurde Walther durch den Seckauer Bischof mit dem Dorf Pachern bei Graz belehnt. Im Jahre 1331, nach Walthers Tod, trat seine Tochter Anna in das Grazer Frauenkloster der Dominikanerinnen ein. Walthers Witwe siegelte die dazugehörige Urkunde mit dem Grabenschen Stammwappen, dem Schrägbalken, welches bei der Konradinischen Linie der Herren vom Graben am Graben in Krain in Verwendung stand.

## Quelle
- Von Graben Forschung